# Chute de Saïgon
Cette page contient des caractères spéciaux ou non latins. S’ils s’affichent mal (▯, ?, etc.), consultez la page d’aide Unicode.
Guerre du Viêt Nam,
Campagne Hô-Chi-Minh
Batailles
La chute de Saïgon (appelée aussi « libération de Saïgon » par les communistes vietnamiens) est la prise de la ville de Saïgon, qui sera renommée par les autorités communistes Hô Chi Minh-Ville le 2 juillet 1976 et qui était alors la capitale de la république du Viêt Nam (Viêt Nam du Sud), par l'armée du Viêt Nam du Nord ou armée populaire vietnamienne le 30 avril 1975. Cet événement marque la fin de la guerre du Viêt Nam et le début d'une période de transition menant à la réunification officielle du Viêt Nam sous le régime communiste.

## Appellations diverses
Ces événements sont appelés de plusieurs noms. Le gouvernement vietnamien l'appelle habituellement le « jour de réunification » (en vietnamien : « Ngày Thống nhất ») ou « jour de la libération » (Ngày Giải Phóng).
« Chute de Saïgon » est généralement utilisé par les Occidentaux. Les Vietnamiens expatriés l'appellent « Ngày mất nước » (littéralement « le jour où nous avons perdu le pays », en anglais « the Day we Lost the Country »), « Tháng Tư Đen » (« avril noir », pour le mois d’avril en entier),,,,, « Ngày Quốc Nhục » (« journée nationale de la Honte » ou « National Day of Shame »), ou « Ngày Quốc Hận » (« journée nationale du ressentiment »),,.

## Contexte historique

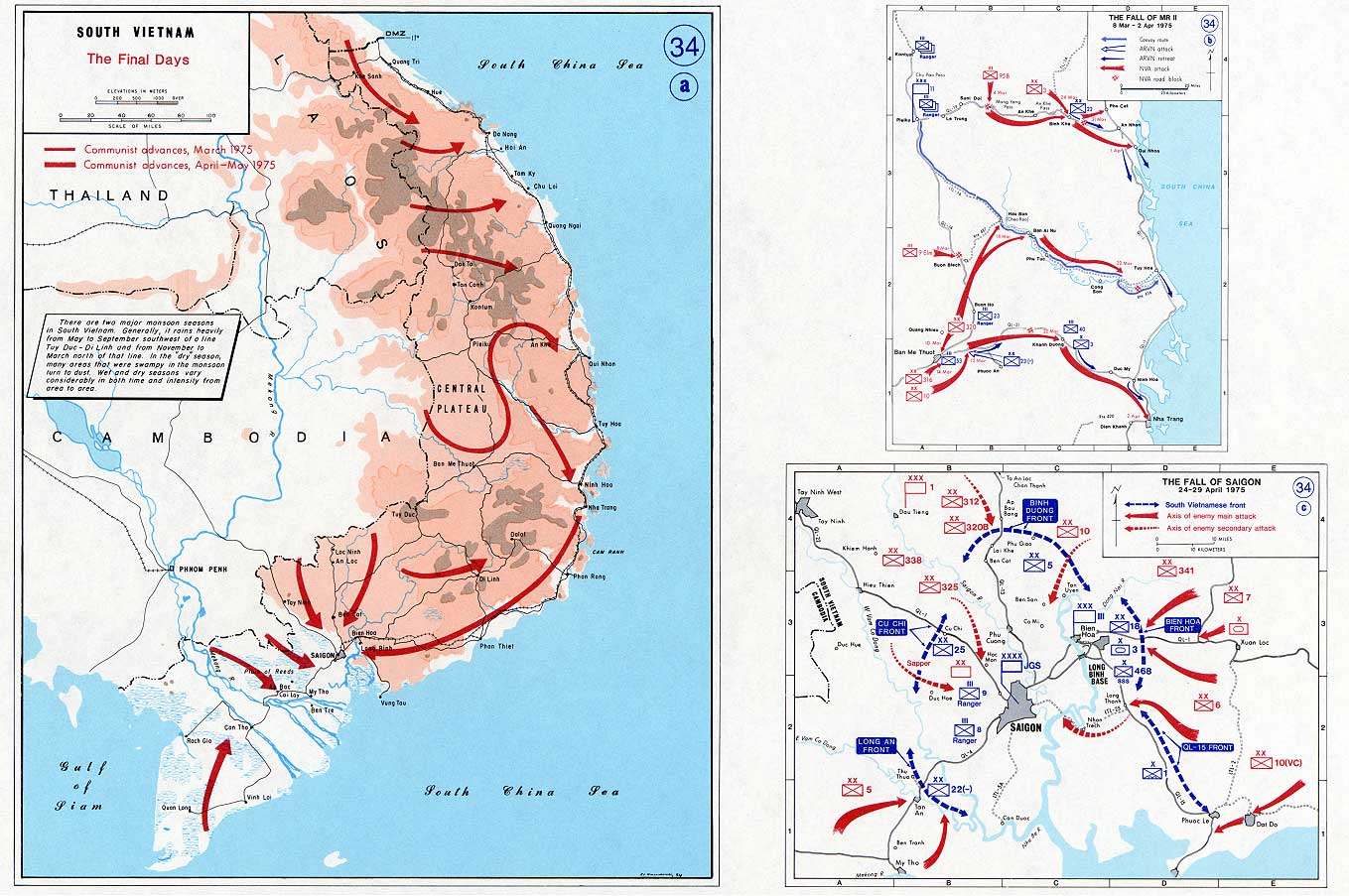
Théâtre des opérations, avril 1975.

L'offensive communiste à compter de mars 1975 voit l'effondrement des positions de l'armée sud vietnamienne. Une note de service de la CIA estime le 5 mars 1975 que le Sud-Viêt Nam pourrait tenir encore pendant la saison sèche au moins jusqu'en 1976. Ces prévisions se sont révélées être gravement erronées. Le général nord-vietnamien Văn Tiến Dũng lance une offensive contre les Montagnes centrales du Viêt Nam qui se conclut par la prise de Buôn Ma Thuột le 10 mars et accule l'armée sud vietnamienne à une retraite en désordre jusqu'au 13e parallèle nord.
Appuyée par son artillerie et ses blindés, l'armée nord vietnamienne poursuit sa progression vers Saïgon, s'emparant des grandes villes sud-vietnamiennes, dont Huế le 25 mars et Da Nang le 28 mars. Cette offensive surprise provoque un exode massif de populations du Sud : plus de 300 000 réfugiés, notamment venant du secteur de Da Nang.
Début avril 1975, la région de Saïgon est encerclée. Après une quinzaine de jours de combats acharnés à compter du 9 avril à Xuân Lộc, dernier verrou avant Saïgon, où la 18e division de l'armée sud vietnamienne tente d'enrayer la progression des forces communistes, le président Nguyễn Văn Thiệu démissionne le 21 avril et est remplacé par le vice-président Trần Văn Hương, lui-même remplacé le 28 avril par Dương Văn Minh, surnommé « le Président de 3 jours ». Les troupes nord-vietnamiennes sont alors aux portes de Saïgon.

## Déroulement et suites

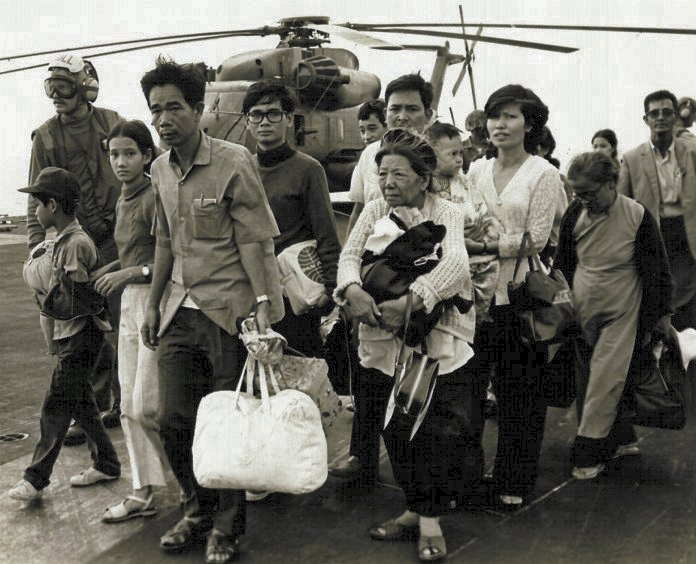
Réfugiés vietnamiens fuyant Saïgon à bord d'un porte-avions américain.

Le général Văn Tiến Dũng lance l'assaut final sur la ville le 29 avril 1975 à 6 heures du matin, après une journée de bombardements qui, en touchant entre autres l'aéroport de Tân Sơn Nhất, y feront les deux dernières victimes parmi les soldats américains : les deux marines Charles McMahon et Darwin Judge. Les troupes sud-vietnamiennes, menées par le général Nguyễn Văn Toàn, continuent de se battre sans relâche dans la ville en ruines bien qu'en large infériorité numérique, tandis que l'opération Frequent Wind évacue très rapidement les derniers personnels américains encore présents. Beaucoup de membres importants du gouvernement sud-vietnamien et de civils sont également évacués par les U.S.Marines vers les bâtiments militaires, au large de Saïgon ou vers la Thaîlande, à partir entre autres de l'ancien quartier-général du Military Assistance Command, Vietnam. Au total, plus de 7 000 personnes seront évacuées en quelques jours (dont 1 373 Américains et 5 595 Sud-Vietnamiens).
Dans les premières heures du 30 avril, la 324e division nord-vietnamienne est la première unité constituée à entrer dans la ville. Après que les communistes ont refusé toutes négociations, ce jour-là, le président de la République Dương Văn Minh ordonne la reddition des troupes de l'armée sud-vietnamienne, reddition qui est acceptée par les autorités du Viet Nam du Nord, tandis que des hélicoptères américains surchargés évacuent la ville et que les premiers boat people font leur apparition. À 7 h 53, le 30 avril, le dernier hélicoptère décolle du toit de l'ambassade des États-Unis à Saïgon : des milliers de Sud Vietnamiens, candidats à l'exil, se pressent encore dans les jardins.
À 10 h 24, le président du Sud-Viêt Nam annonce la capitulation du pays. À 11 h 30, des chars nord-vietnamiens détruisent les portes du palais présidentiel. Le drapeau du Việt Cộng est hissé sur le toit du palais.
Le colonel nord-vietnamien Bui Tin, alors l'officier du rang le plus élevé à pénétrer dans le palais présidentiel de Saïgon, reçoit la reddition du Président Dương Văn Minh.
À 15 h 30, le dernier président de la République du Viêt Nam annonce à la radio : « Je déclare que le gouvernement de Saïgon... est complètement dissous à tous les niveaux ». Ses paroles marquent ainsi la dissolution du Sud-Viêt Nam et la fin des guerres d'Indochine, qui auront duré plus de trente années, le conflit ayant commencé par la reconquête de l'Indochine française, en septembre   1945, avec le retour de l'armée française et l'envoi des forces françaises sous l'autorité du général Philippe Leclerc de Hauteclocque en 1946.
Cet ultime épisode entame le processus de réunification qui sera officiellement achevé le 2 juillet 1976.
Environ 2 millions de boat-people fuient le pays dans les trois décennies suivantes, en réaction aux persécutions du nouveau régime. Selon le Haut commissariat des Nations unies pour les réfugiés, 250 000 d'entre eux trouvent la mort en mer, ce qui fait plus de 10 % des réfugiés morts tragiquement.
Très peu de documents subsistent sur les quelque mille camps d'internement ("de rééducation politique") instaurés par les autorités communistes, destinés aux anciens cadres civils et militaires de l'ancien régime sud vietnamien apparus après le 30 avril 1975 et dont les derniers ont été démantelés vers 2005, environ trente années après.
L'élite militaire et civile ainsi que les personnes fortunées, fuyait surtout par voie aérienne, en donnant des pots de vin en dollars américains pour s'assurer une fuite plus ou moins confortable. La destination finale était le plus souvent les États-Unis, qui ont accueilli plus de 300 000 personnes, anciens citoyens du Sud Viet Nam.
Selon la décision du président Valéry Giscard d'Estaing, la France, ancienne puissance coloniale de l'Indochine jusqu'au départ des dernières troupes et services en juillet 1956, a elle-même accueilli environ 130 000 personnes, réfugiées dans divers camps établis dans les pays du Sud Est asiatique.

## Commémoration

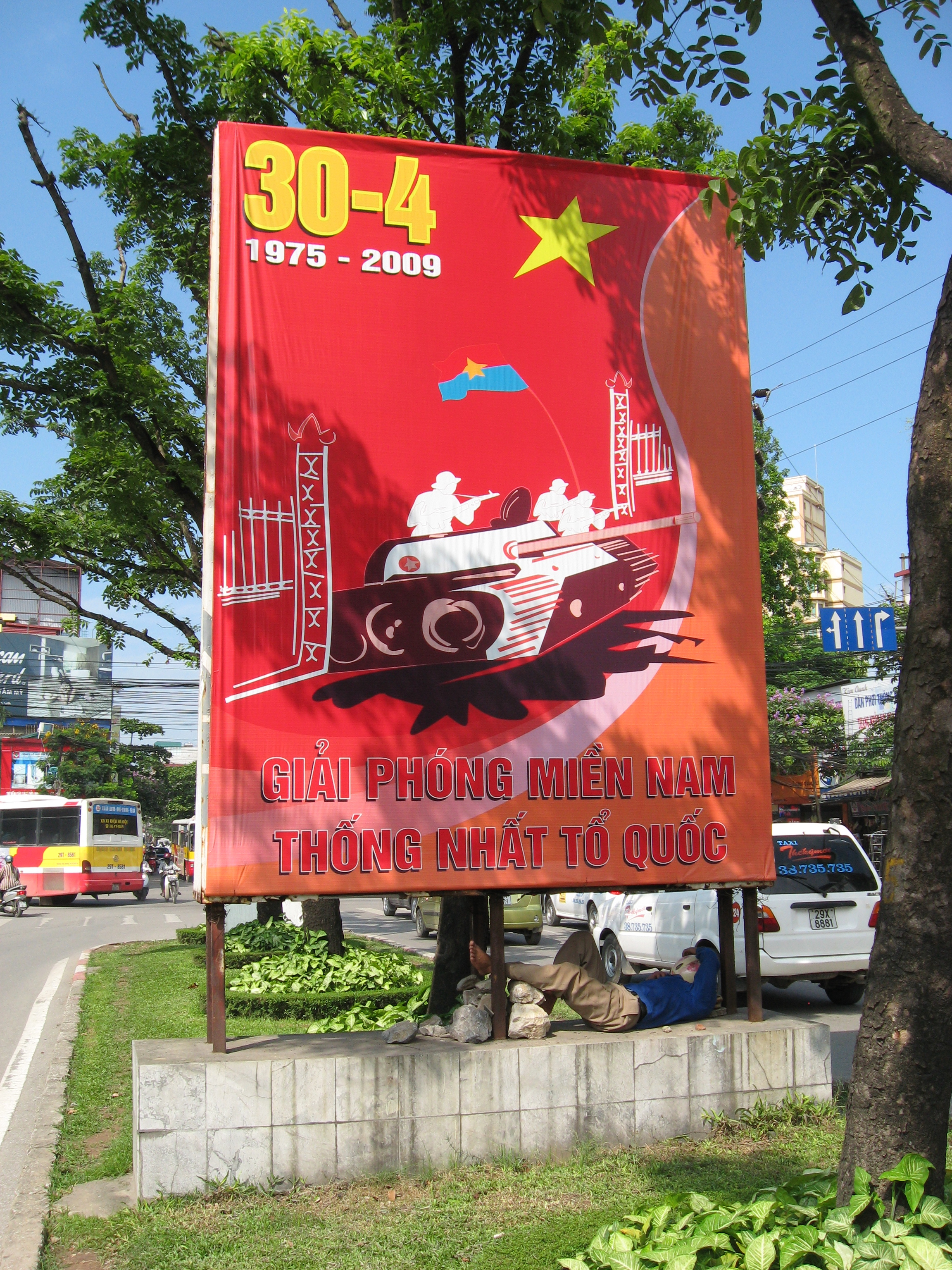
Panneau à Hanoi en 2009, représentant la destruction des portes du palais présidentiel par un char nord-vietnamien le 30 avril 1975.

À la suite de cet événement, le 30 avril est devenu un jour férié au Viêt Nam où il est connu sous le nom de « Jour de la Libération » ou encore « Jour de la Réunification ». Pour les anciens citoyens de la République du Viet Nam, qui se sont réfugiés pour leur majorité en pays anglophones, ce mois  est dénommé « Black April » (Avril noir) et le 30 avril est un jour de commémoration de la chute de l'ancienne capitale sud-vietnamienne.